# Attaque de Boulikessi (2020)
Pour les articles homonymes, voir Attaque de Boulikessi.
Guerre du Mali
Batailles
L'attaque de Boulikessi se déroule les 30 et 31 octobre 2020 pendant la guerre du Mali.

## Déroulement
Le soir du 30 octobre 2020, une opération de l'armée française est lancée contre un groupe de djihadistes d'Ansarul Islam alors que ces derniers préparaient une attaque contre la localité malienne de Boulikessi, près de la frontière avec le Burkina Faso,,. La colonne de djihadiste à motos est d'abord repéré par un drone . Alors que les combattants à motos se regroupent et se dissimulent sous des arbres, les Français déclenchent l'attaque par une frappe aérienne effectuée par deux chasseurs Mirage 2000D,,. Plusieurs dizaines de soldats des forces spéciales de l'opération Sabre interviennent ensuite au sol avec l'appui de frappes de drones et d'hélicoptères,,,,. Les combats se poursuivent jusqu'au petit matin,.

## Pertes
Le 2 novembre, la ministre française des Armées, Florence Parly, annonce que plus de 50 djihadistes ont été neutralisés dans l'opération. Une cinquantaine d'armes sont également saisies et une trentaine de motos détruites.
Le général Lecointre, chef d'État-Major des armées, donne pour sa part le même jour un bilan d'environ soixante djihadistes neutralisés,. Le porte-parole de l'état-major, Frédéric Barbry, fait également mention de la capture de quatre combattants,.
Les Français ne déplorent quant à eux ni mort ni blessé.